# William Stevenson (Leichtathlet)
William Edwards Stevenson (* 25. Oktober 1900 in Chicago, Illinois; † 2. April 1985 in Fort Myers, Florida) war ein US-amerikanischer Leichtathlet, der in den 1920er Jahren als Sprinter aktiv war. Seine Spezialstrecke waren die 400 Meter. 
Bei den VIII. Olympischen Spielen 1924 in Paris war er Mitglied der 4-mal-400-Meter-Staffel, die in der Besetzung Commodore Cochran, Alan Helffrich, Oliver MacDonald und William Stevenson als Schlussläufer in der Weltrekordzeit von 3:16,0 min mit großem Abstand vor Schweden und Großbritannien die Goldmedaille gewann. 
Bei den AAU-Meisterschaften über 440 Yards gewann er 1921 den Titel (48,6 s); 1922 und 1924 platzierte er sich als Zweiter, 1927 als Dritter. Im Jahr 1923 beteiligte er sich an den AAA-Meisterschaften in London, wo er über 440 Yards in 49,6 s siegreich war. 
Stevenson studierte Jura in Oxford. Nach seiner Rückkehr in die USA gründete er zusammen mit drei weiteren Juristen die New York Law Partnership. Auch im sozialen Bereich war er aktiv: Während des Zweiten Weltkriegs koordinierte er zusammen mit seiner Frau die Einsätze des Amerikanischen Roten Kreuzes in Großbritannien, Italien, Nordafrika und Sizilien, wofür beide mit dem Bronze Star ausgezeichnet wurden. Im Jahr 1946 wurde Stevenson zum Präsidenten des Oberlin College in Ohio ernannt. Auf diesem Posten verblieb er bis 1962, als US-Präsident John F. Kennedy ihn für drei Jahre als Botschafter der Vereinigten Staaten auf die Philippinen entsandte, wo er die Nachfolge von John D. Hickerson antrat.